# 百済寺バスストップ
百済寺バスストップ（ひゃくさいじバスストップ）とは、滋賀県東近江市北坂町にある、名神高速道路本線上にあるバス停留所である。

## 概要
湖東三山PAから大阪方面に約4km離れた位置に設置されている。名神ハイウェイバスの京都線特急便のみが停車し、それ以外の高速バスはすべて通過する。
開設当初は名神ハイウェイバスの急行便ですら通過していたが、付近に位置する近江温泉（2009年廃業）の利用客及び近江温泉病院への通院、滋賀医療技術専門学校（現・びわこリハビリテーション専門職大学）への通学の利便のために、特急便が停車するようになった。これにより、2002年に実施された急行便廃止に伴うバス停留所の廃止整理の対象とはならなかった。
なお、バスストップ名の由来である百済寺は当バスストップから2kmほど離れた位置にある。

## 停車する路線
- 名神ハイウェイバス（大阪駅・京都駅 - 名古屋駅）

## 周辺施設
- 近江温泉
  - 近江温泉病院
- びわこリハビリテーション専門職大学

## バス停へのアクセス
- 湖国バス角能線 読合堂バス停から徒歩6分[1]
  - なお、読合堂バス停へは、近江鉄道愛知川駅からバスで約20分、JR西日本琵琶湖線能登川駅からバスで約35分
- ちょこっとバス愛東線 近江温泉病院バス停から徒歩2分

## 隣
E1 名神高速道路
(28)彦根IC - (28-1)多賀SA/スマートIC - (28-2)湖東三山PA/湖東三山スマートIC - 百済寺BS - (29)八日市IC/BS